# Hotblok
Hotblok je zdící prvek (cihla), vytvořen z umělého kameniva – keramzitu. Vyrábí se formováním keramzitu s cementovým mlékem do pravidelných kvádrů. Hotblok je stavební prefabrikát určený pro výstavbu domů a budov v nízkoenergetickém až pasívním provedení. Blok se vyrábí na velkokapacitních linkách do forem. Polystyrenová vložka se zaformuje do keramzitového betonu a nechá vytvrdnout, následně se zabrousí. Blok je hotovým výrobkem, nezalévá se betonem, z čehož plyne suchý proces výstavby.

## Galerie

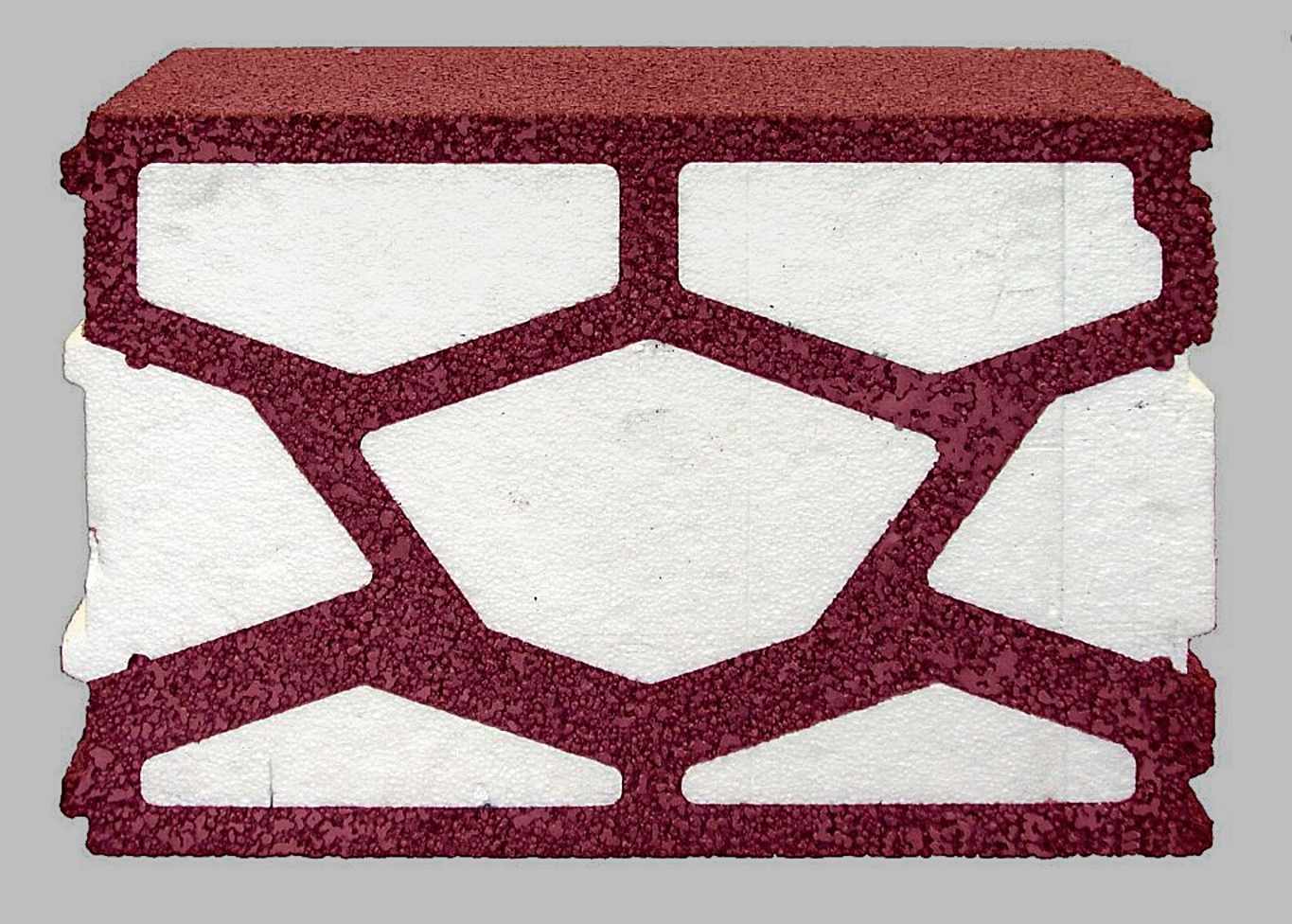
Hotblok
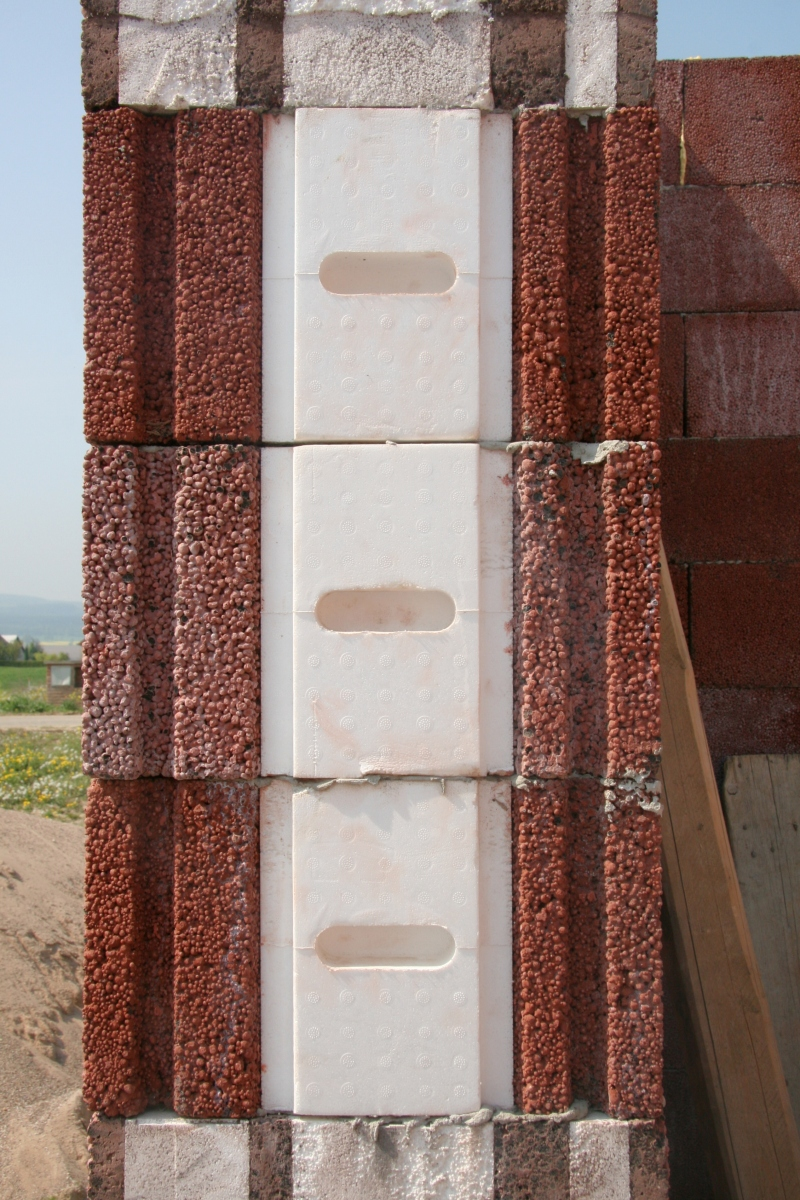
Hotblok zeď
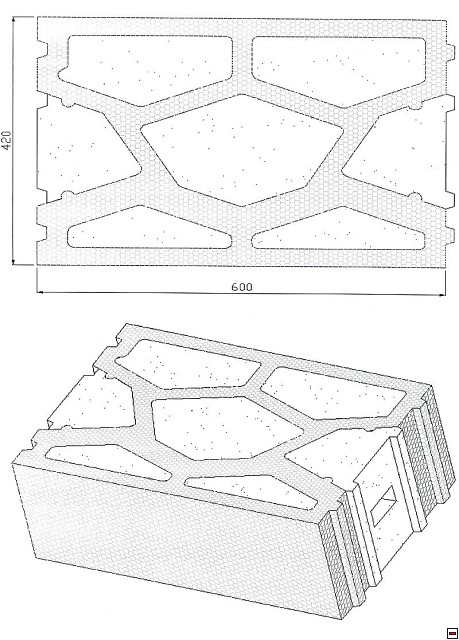
Hotblok rozměry
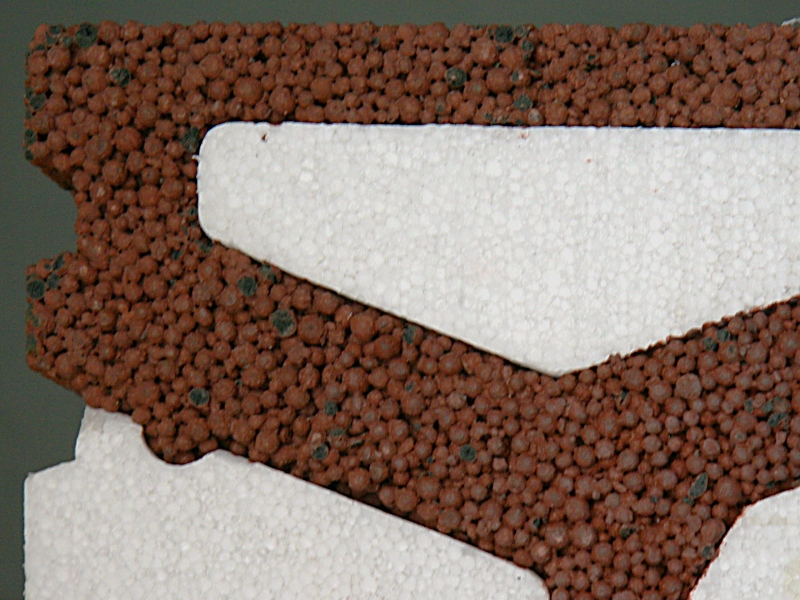
Hotblok detail
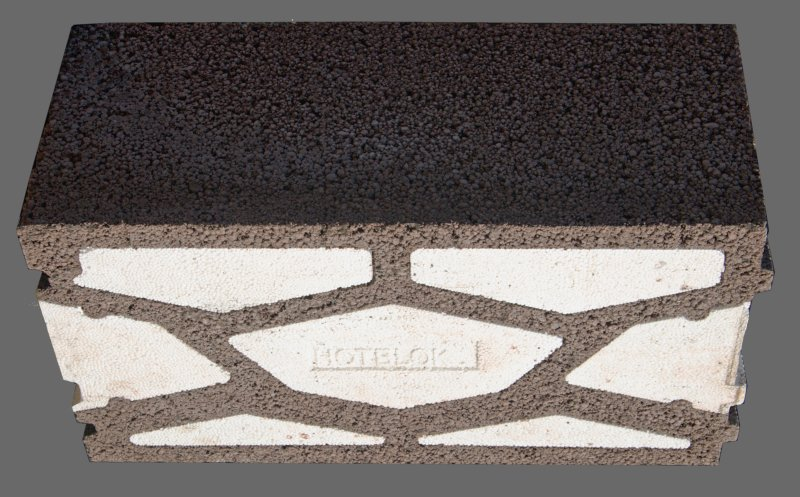
Hotblok35
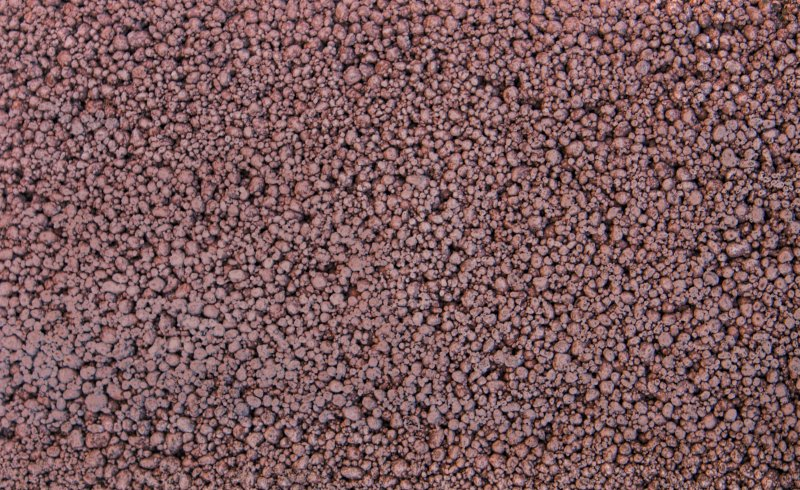
Hotblok - struktura keramzitu